# Megaselia zeno
Megaselia zeno är en tvåvingeart som beskrevs av Borgmeier 1962. Megaselia zeno ingår i släktet Megaselia och familjen puckelflugor. Inga underarter finns listade i Catalogue of Life.